# Torneo de Córdoba 2019
El Torneo de Córdoba 2019 fue un evento de tenis de la ATP World Tour 250 serie. Se disputó en Córdoba, Argentina en el predio del Estadio Mario Alberto Kempes desde el 2 hasta el 10 de febrero de 2019.

## Distribución de puntos
| Modalidad            | Campeón | Finalista | Semifinales | Cuartos de final | 2ª ronda | 1ª ronda | Clasificados | 2ª ronda de clasificación | 1ª ronda de clasificación |
| Individual masculino | 250     | 165       | 100         | 50               | 25       | 0        | 13           | 7                         | 0                         |
| Dobles masculino     | 250     | 150       | 90          | 45               | 20       | 0        | -            | -                         | -                         |

## Sumario

### Día 1 (4 de febrero)
- Cabezas de serie eliminados:
- Orden de juego

| Partidos en las canchas principales                      | Partidos en las canchas principales       | Partidos en las canchas principales | Partidos en las canchas principales |
| Partidos en la Cancha Central                            | Partidos en la Cancha Central             | Partidos en la Cancha Central       | Partidos en la Cancha Central       |
| Evento                                                   | Ganador                                   | Perdedor                            | Resultado                           |
| -------------------------------------------------------- | ----------------------------------------- | ----------------------------------- | ----------------------------------- |
| Individual masculino - Primera ronda                     | Aljaž Bedene                              | Maximilian Marterer                 | 6-3, 6-4                            |
| Individual masculino - Primera ronda                     | Pedro Cachín [Q]                          | Cameron Norrie                      | 6-3, 6-4                            |
| Individual masculino - Primera ronda                     | Guido Pella [8]                           | Paolo Lorenzi [LL]                  | 6-1, 6-3                            |
| Individual masculino - Primera ronda                     | Malek Jaziri [6]                          | Carlos Berlocq [WC]                 | 6-3, 4-6, 7-6(7-4)                  |
| Partidos en el Estadio 1                                 |                                           |                                     |                                     |
| Evento                                                   | Ganador                                   | Perdedor                            | Resultado                           |
| Individual masculino - Primera ronda                     | Lorenzo Sonego                            | Pablo Andújar                       | 6-3, 6-2                            |
| Dobles masculino - Primera ronda                         | Pablo Carreño Gerard Granollers           | David Marrero Jaume Munar           | 7-6(7-4), 6-7(7-5), [10-8]          |
| Dobles masculino - Primera ronda                         | Nicholas Monroe Miguel Ángel Reyes Varela | Pablo Cuevas Diego Schwartzman      | 7-6(7-4), 6-4                       |
| Fondo de color indica los partidos de la sesión nocturna |                                           |                                     |                                     |

### Día 2 (5 de febrero)
- Cabezas de serie eliminados: 
  - Individual masculino:  Nicolás Jarry [5],  Leonardo Mayer [7]
- Orden de juego

| Partidos en las canchas principales                      | Partidos en las canchas principales     | Partidos en las canchas principales | Partidos en las canchas principales |
| Partidos en la Cancha Central                            | Partidos en la Cancha Central           | Partidos en la Cancha Central       | Partidos en la Cancha Central       |
| Evento                                                   | Ganador                                 | Perdedor                            | Resultado                           |
| -------------------------------------------------------- | --------------------------------------- | ----------------------------------- | ----------------------------------- |
| Individual masculino - Primera ronda                     | Juan Ignacio Lóndero [WC]               | Nicolás Jarry [5]                   | 6-2, 7-6(7-5)                       |
| Individual masculino - Primera ronda                     | Pablo Cuevas                            | Facundo Bagnis [Q]                  | 6-4, 6-4                            |
| Individual masculino - Primera ronda                     | Jaume Munar                             | Guido Andreozzi                     | 6-3, 6-4                            |
| Individual masculino - Primera ronda                     | Federico Delbonis                       | Leonardo Mayer [7]                  | 6-4, 6-7(7-5), 6-3                  |
| Partidos en el Estadio 1                                 |                                         |                                     |                                     |
| Evento                                                   | Ganador                                 | Perdedor                            | Resultado                           |
| Individual masculino - Primera ronda                     | Roberto Carballés                       | Andrej Martin [Q]                   | 6-3, 6-2                            |
| Dobles masculino - Primera ronda                         | Aljaž Bedene Maximilian Marterer        | Guido Pella Hans Podlipnik          | 6-3, 7-5                            |
| Individual masculino - Primera ronda                     | Albert Ramos                            | Hugo Dellien [LL]                   | 7-6(9-7), 4-6, 6-3                  |
| Partidos en el Estadio 4                                 |                                         |                                     |                                     |
| Evento                                                   | Ganador                                 | Perdedor                            | Resultado                           |
| Individual masculino - Primera ronda                     | Alessandro Giannessi [Q]                | Thiago Seyboth Wild [WC]            | 6-7(10-8), 7-5, 7-6(7-4)            |
| Dobles masculino - Primera ronda                         | Facundo Argüello [WC] Pedro Cachín [WC] | Roberto Carballés Malek Jaziri      | 6-7(8-6), 6-2, [10-8]               |
| Fondo de color indica los partidos de la sesión nocturna |                                         |                                     |                                     |

### Día 3 (6 de febrero)
- Cabezas de serie eliminados: 
  - Individual masculino:  Pablo Carreño [4]
  - Dobles masculino:  Marcelo Arévalo /  James Cerretani [4],  Marcelo Demoliner /  Frederik Nielsen [2]
- Orden de juego

| Partidos en las canchas principales                      | Partidos en las canchas principales      | Partidos en las canchas principales        | Partidos en las canchas principales |
| Partidos en la Cancha Central                            | Partidos en la Cancha Central            | Partidos en la Cancha Central              | Partidos en la Cancha Central       |
| Evento                                                   | Ganador                                  | Perdedor                                   | Resultado                           |
| -------------------------------------------------------- | ---------------------------------------- | ------------------------------------------ | ----------------------------------- |
| Individual masculino - Segunda ronda                     | Juan Ignacio Lóndero [WC]                | Lorenzo Sonego                             | 7-5, 6-3                            |
| Dobles masculino - Primera ronda                         | Máximo González [1] Horacio Zeballos [1] | Guido Andreozzi Leonardo Mayer             | 6-1, 6-1                            |
| Individual masculino - Segunda ronda                     | Pedro Cachín [Q]                         | Pablo Carreño [4]                          | 6-7(7-3), 1-0, retiro               |
| Partidos en el Estadio 1                                 |                                          |                                            |                                     |
| Evento                                                   | Ganador                                  | Perdedor                                   | Resultado                           |
| Dobles masculino - Primera ronda                         | Sander Gillé Joran Vliegen               | Marcelo Arévalo [4] James Cerretani [4]    | 7-5, 7-6(7-5)                       |
| Dobles masculino - Primera ronda                         | Roman Jebavý [3] Andrés Molteni [3]      | Nicolás Jarry Paolo Lorenzi                | 6-3, 6-4                            |
| Dobles masculino - Primera ronda                         | Facundo Bagnis [WC] Guillermo Durán [WC] | Marcelo Demoliner [2] Frederik Nielsen [2] | 6-3, 6-4                            |
| Fondo de color indica los partidos de la sesión nocturna |                                          |                                            |                                     |

### Día 4 (7 de febrero)
- Cabezas de serie eliminados: 
  - Individual masculino:  Fabio Fognini [1],  Marco Cecchinato [2],  Malek Jaziri [6]
- Orden de juego

| Partidos en las canchas principales                      | Partidos en las canchas principales      | Partidos en las canchas principales       | Partidos en las canchas principales |
| Partidos en la Cancha Central                            | Partidos en la Cancha Central            | Partidos en la Cancha Central             | Partidos en la Cancha Central       |
| Evento                                                   | Ganador                                  | Perdedor                                  | Resultado                           |
| -------------------------------------------------------- | ---------------------------------------- | ----------------------------------------- | ----------------------------------- |
| Individual masculino - Segunda ronda                     | Federico Delbonis                        | Roberto Carballés                         | 6-7(7-3), 6-2, 6-2                  |
| Individual masculino - Segunda ronda                     | Aljaž Bedene                             | Fabio Fognini [1]                         | 6-1, 6-4                            |
| Individual masculino - Segunda ronda                     | Diego Schwartzman [3]                    | Alessandro Giannessi [Q]                  | 6-7(7-4), 6-3, 6-0                  |
| Individual masculino - Segunda ronda                     | Guido Pella [8]                          | Albert Ramos                              | 6-4, 7-6(7-4)                       |
| Partidos en el Estadio 1                                 |                                          |                                           |                                     |
| Evento                                                   | Ganador                                  | Perdedor                                  | Resultado                           |
| Individual masculino - Segunda ronda                     | Pablo Cuevas                             | Malek Jaziri [6]                          | 7-6(7-5), 6-2                       |
| Individual masculino - Segunda ronda                     | Jaume Munar                              | Marco Cecchinato [2]                      | 6-3, 3-6, 6-1                       |
| Dobles masculino - Cuartos de final                      | Sander Gillé Joran Vliegen               | Facundo Argüello [WC] Pedro Cachín [WC]   | 6-4, 4-6, [10-4]                    |
| Dobles masculino - Cuartos de final                      | Facundo Bagnis [WC] Guillermo Durán [WC] | Aljaž Bedene Maximilian Marterer          | 6-3, 6-3                            |
| Partidos en el Estadio 4                                 |                                          |                                           |                                     |
| Evento                                                   | Ganador                                  | Perdedor                                  | Resultado                           |
| Dobles masculino - Cuartos de final                      | Roman Jebavý [3] Andrés Molteni [3]      | Nicholas Monroe Miguel Ángel Reyes Varela | 6-3, 7-6(7-4)                       |
| Dobles masculino - Cuartos de final                      | Máximo González [1] Horacio Zeballos [1] | Pablo Carreño Gerard Granollers           | Walkover                            |
| Fondo de color indica los partidos de la sesión nocturna |                                          |                                           |                                     |

### Día 5 (8 de febrero)
- Cabezas de serie eliminados: 
  - Individual masculino:  Diego Schwartzman [3]
- Orden de juego

| Partidos en las canchas principales                      | Partidos en las canchas principales | Partidos en las canchas principales      | Partidos en las canchas principales |
| Partidos en la Cancha Central                            | Partidos en la Cancha Central       | Partidos en la Cancha Central            | Partidos en la Cancha Central       |
| Evento                                                   | Ganador                             | Perdedor                                 | Resultado                           |
| -------------------------------------------------------- | ----------------------------------- | ---------------------------------------- | ----------------------------------- |
| Individual masculino - Cuartos de final                  | Federico Delbonis                   | Jaume Munar                              | 7-5, 6-4                            |
| Individual masculino - Cuartos de final                  | Juan Ignacio Lóndero [WC]           | Pedro Cachín [Q]                         | 6-4, 7-6(7-3)                       |
| Individual masculino - Cuartos de final                  | Guido Pella [8]                     | Diego Schwartzman [3]                    | 7-5, 6-2                            |
| Individual masculino - Cuartos de final                  | Aljaž Bedene vs. Pablo Cuevas       | Aljaž Bedene vs. Pablo Cuevas            | 3-1, suspendido por lluvia          |
| Partidos en el Estadio 1                                 |                                     |                                          |                                     |
| Evento                                                   | Ganador                             | Perdedor                                 | Resultado                           |
| Dobles masculino - Semifinales                           | Roman Jebavý [3] Andrés Molteni [3] | Facundo Bagnis [WC] Guillermo Durán [WC] | 6-4, 6-4                            |
| Fondo de color indica los partidos de la sesión nocturna |                                     |                                          |                                     |

### Día 6 (9 de febrero)
- Cabezas de serie eliminados:
- Orden de juego

| Partidos en las canchas principales     | Partidos en las canchas principales      | Partidos en las canchas principales | Partidos en las canchas principales |
| Partidos en la Cancha Central           | Partidos en la Cancha Central            | Partidos en la Cancha Central       | Partidos en la Cancha Central       |
| Evento                                  | Ganador                                  | Perdedor                            | Resultado                           |
| --------------------------------------- | ---------------------------------------- | ----------------------------------- | ----------------------------------- |
| Individual masculino - Cuartos de final | Pablo Cuevas                             | Aljaž Bedene                        | 7-6(7-1), 6-1 continuación          |
| Individual masculino - Semifinales      | Juan Ignacio Lóndero [WC]                | Federico Delbonis                   | 6-1, 6-0                            |
| Individual masculino - Semifinales      | Guido Pella [8]                          | Pablo Cuevas                        | 6-1, 3-6, 6-3                       |
| Partidos en el Estadio 1                |                                          |                                     |                                     |
| Evento                                  | Ganador                                  | Perdedor                            | Resultado                           |
| Dobles masculino - Semifinales          | Máximo González [1] Horacio Zeballos [1] | Sander Gillé Joran Vliegen          | 4-6, 7-6(7-3), [10-5]               |

### Día 7 (10 de febrero)
- Cabezas de serie eliminados: 
  - Individual Masculino:  Guido Pella [8]
  - Dobles Masculino:  Máximo González /  Horacio Zeballos [1]
- Orden de juego

| Partidos en las canchas principales | Partidos en las canchas principales | Partidos en las canchas principales      | Partidos en las canchas principales |
| Partidos en la Cancha Central       | Partidos en la Cancha Central       | Partidos en la Cancha Central            | Partidos en la Cancha Central       |
| Evento                              | Ganador                             | Perdedor                                 | Resultado                           |
| ----------------------------------- | ----------------------------------- | ---------------------------------------- | ----------------------------------- |
| Dobles masculino - Final            | Roman Jebavý [3] Andrés Molteni [3] | Máximo González [1] Horacio Zeballos [1] | 6-4, 7-6(7-4)                       |
| Individual masculino - Final        | Juan Ignacio Lóndero [WC]           | Guido Pella [8]                          | 3-6, 7-5, 6-1                       |

## Cabezas de serie

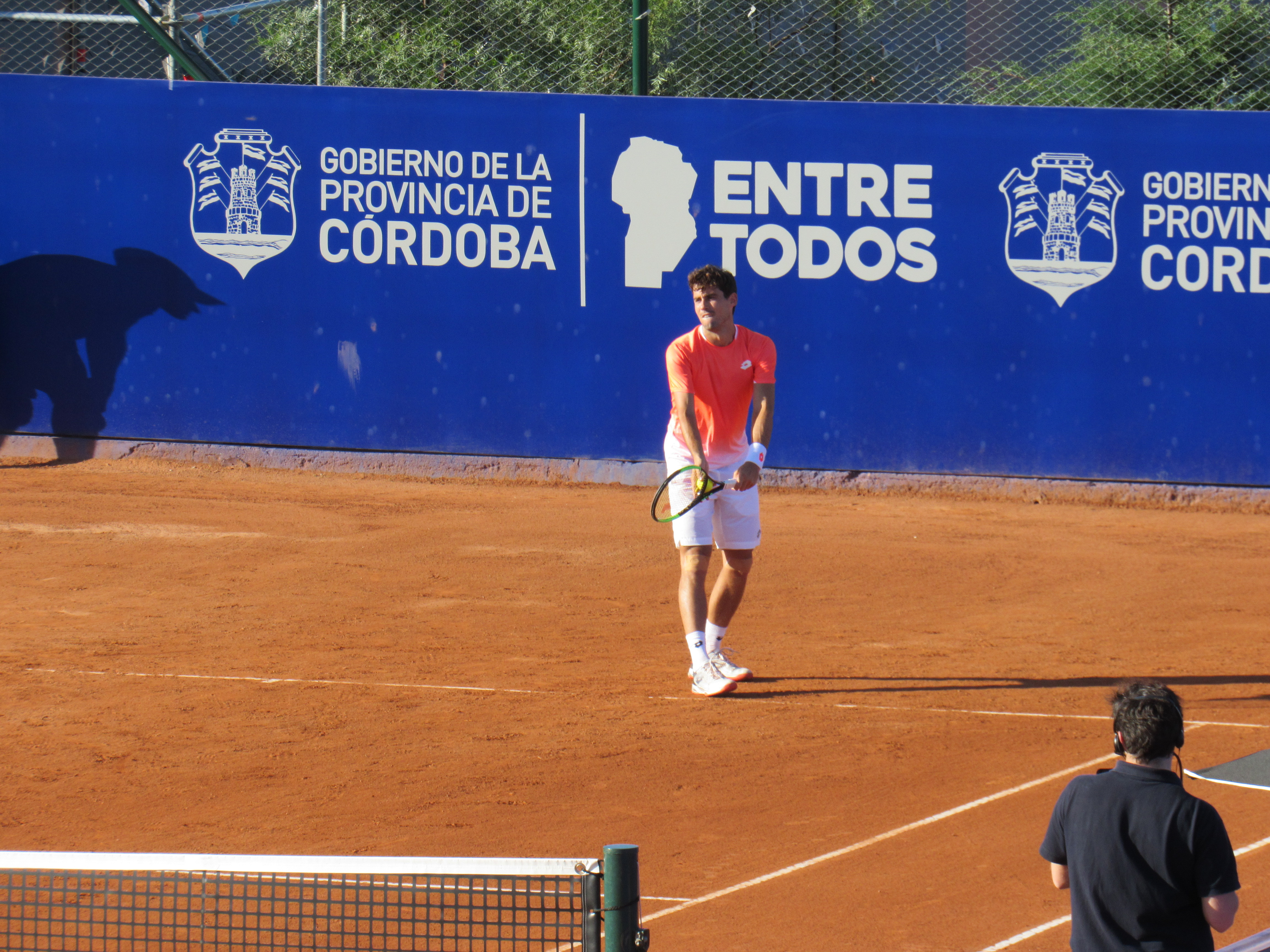
Guido Pella en el Córdoba Open 2019, el único cabeza de serie en alcanzar las semifinales. Finalizó subcampeón en individuales

### Individuales masculino
| Tenista           | Ranking | Preclasificado |
| Fabio Fognini     | 15      | 1              |
| Marco Cecchinato  | 19      | 2              |
| Diego Schwartzman | 20      | 3              |
| Pablo Carreño     | 23      | 4              |
| Nicolás Jarry     | 40      | 5              |
| Malek Jaziri      | 42      | 6              |
| Leonardo Mayer    | 49      | 7              |
| Guido Pella       | 60      | 8              |

- Ranking del 28 de enero de 2019.[2]

### Dobles masculino
| Tenista                            | Ranking | Preclasificado |
| Máximo González Horacio Zeballos   | 64      | 1              |
| Marcelo Demoliner Frederik Nielsen | 109     | 2              |
| Roman Jebavý Andrés Molteni        | 109     | 3              |
| Marcelo Arévalo James Cerretani    | 126     | 4              |

## Campeones

### Individual masculino
Juan Ignacio Lóndero venció a  Guido Pella por 3-6, 7-5, 6-1

### Dobles masculino
Roman Jebavý /  Andrés Molteni vencieron a  Máximo González /  Horacio Zeballos por 6-4, 7-6(7-4)